# Odontocolon parvum
Odontocolon parvum là một loài tò vò trong họ Ichneumonidae.